# Abbaye de Bronnbach
L’abbaye de Bronnbach est une ancienne abbaye de moines cisterciens fondée en 1151, dans la ville actuelle de Wertheim (au nord du Bade-Wurtemberg en Allemagne).

## Localisation
L'abbaye est située au fond de la vallée de la Tauber, affluent de rive gauche du Main.

## Histoire

### Fondation

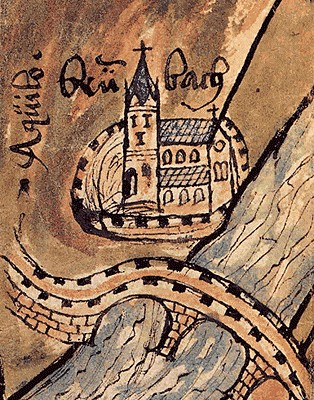
L'abbaye de Bronnbach en 1518, plus ancienne représentatoin graphique qui subsiste.

Bronnbach est fondée en 1150 par des moines venus de Maulbronn et donc de la filiation de Morimond ; mais le site originel ne convient pas aux moines, notamment pour des raisons politiques, aux frontières du diocèse de Mayence et de celui de Wurtzbourg, et ils se déplacent en 1157 à l'emplacement définitif de l'abbaye, avec l'autorisation de l'évêque Arnold von Selenhofen. Suivant les sources, cette fondation a lieu en 1148, 1152, 1153, 1154, 1155 ou 1157, grâce en tout cas à une donation des comtes de Wertheim. L'abbaye est surnommée « Fons Rivi »,.
Maulbronn est, au moment de la fondation de Bronnbach, en pleine période de déplacement géographique, et n'est donc pas en mesure de fournir les chartes de fondation de son abbaye-fille ; c’est donc temporairement l'abbaye d'Ebrach et l'abbaye de Waldsassen qui assurent l'intérim pour donner à Bronnbach des bonnes conditions de développement.

### Moyen Âge

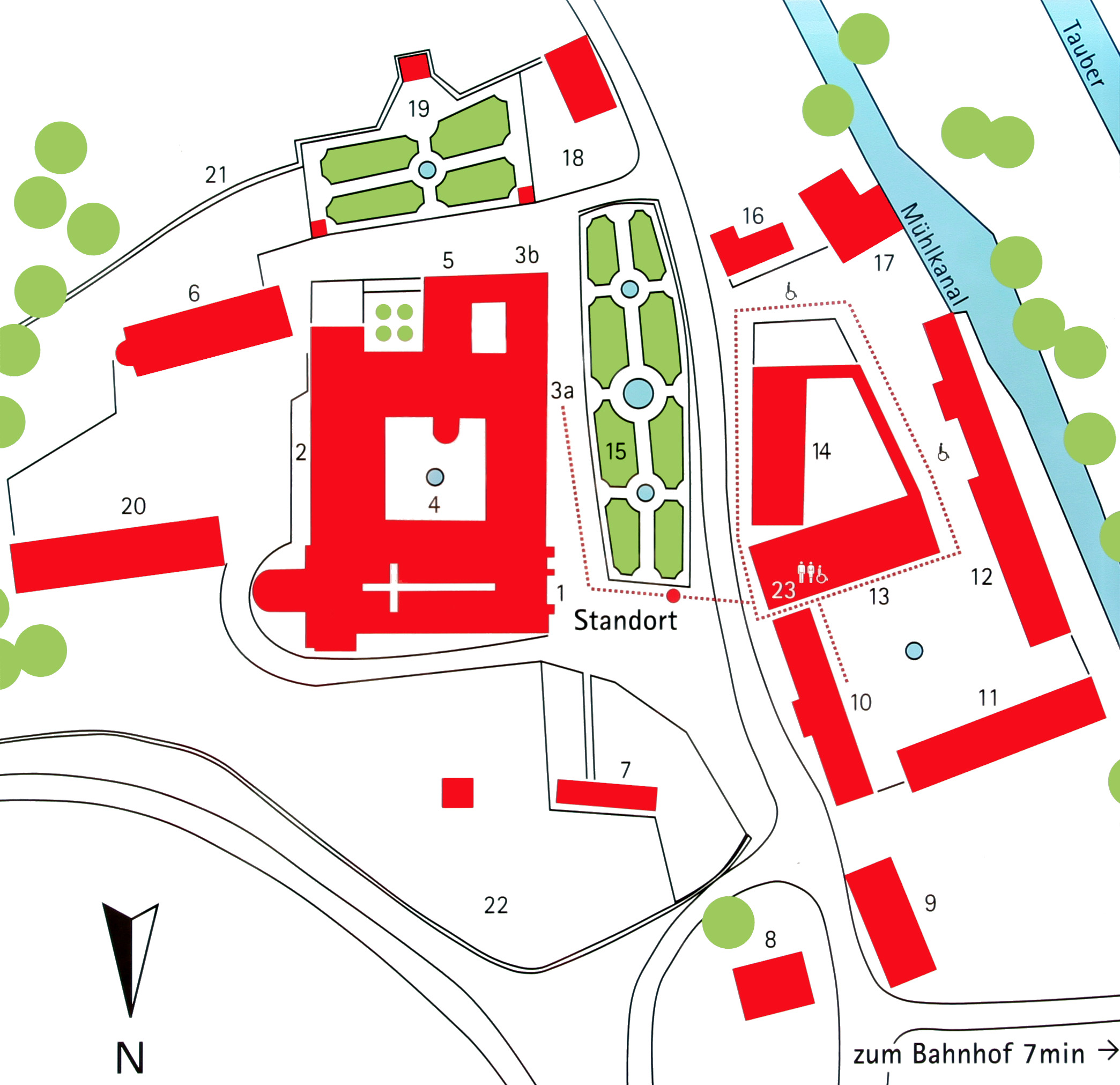
Site et plan du monastère et de ses environs (plan orienté au sud).

La construction de l'église abbatiale commence le 16 mai 1157. Comme pour de nombreuses abbayes, les dons de familles nobles sont nombreux et permettent de constituer un patrimoine important et de faire avancer rapidement le chantier ; dans un second temps, le moanstère devenant autonome économiquement, les agrandissements du domaine s'effectuent par des échanges ou des achats. Une particularité de Bronnbach est la participation de la bourgeoisie aux donations à l'abbaye, en particulier des habitants de Wurtzbourg. En 1193, l'abbaye est placée par l'empereur Henri VI sous la protection directe du Saint-Empire romain germanique.
Durant la seconde moitié du XIIIe siècle, le monastère compte entre trente et quarante moines, et entre soixante et cent vingt convers. Les moines sont principalement issus des classes nobles inférieures et de la bourgeoisie urbaine. L'abbaye de Bronnbach, si elle ne fonde pas directement d'abbayes-filles masculine, prend en charge au XIIIe siècle deux abbayes féminines créées respectivement en 1232 et 1236 : celles de Frauental et de Seligental (de). Le nombre de convers diminue progressivement au cours de ce siècle, et les cisterciens sont obligés de fermer deux granges en 1238 et 1251, respectivement celle de Dörlesberg et celle de Reicholzheim.
Les difficultés augmentent à la fin du XIIIe siècle, avec un partage des biens de l'abbaye entre divers autres communautés cisterciennes en 1274. Mais la situation empire encore au XIVe siècle, la crise menaçant l'existence même de Bronnbach vers le milieu du XIVe siècle. Elle est due à des catastrophes naturelles, notamment deux inondations en 1339 et 1342, mais également à l'implication de l'abbaye dans le conflit entre Louis IV et Benoît XII. Le séisme du 18 octobre 1356 aggrave encore la situation. La grange d'Aschaffenburg est abandonnée vers 1350. En 1361, le monastère est à nouveau dissous et ses biens divisés entre d'autres communautés pour gérer la crise. Vers cette époque, les comtes de Wertheim (de) se voient confier officiellement la mission de protecteurs de Bronnbach.
Gerlier de Nassau, l'évêque de Mayence, propose une résolution de la crise en impliquant les abbés de Schöntal et Maulbronn. Ce dernier, Berthold, est nommé à Bronnbach avec une dotation spéciale de deux mille florins, afin de réorganiser le monastère. De 1363 à 1373, celui-ci s'y emploie ; il implique notamment beaucoup plus la ville de Wurtzbourg qui se trouve associée aux décisions administratives concernant les biens de l'abbaye. Le recentrage de l'économie monastique va de pair avec l'abandon d'une partie du domaine. Deux autres granges sont fermées à Milteberg et Francfort au cours du XVe siècle. En revanche, l'abbaye s'implique dans la vie de plusieurs paroisses, les moines étant nommés vicaires, élargit sa zone de chalandise et retrouve finalement une base économique saine.

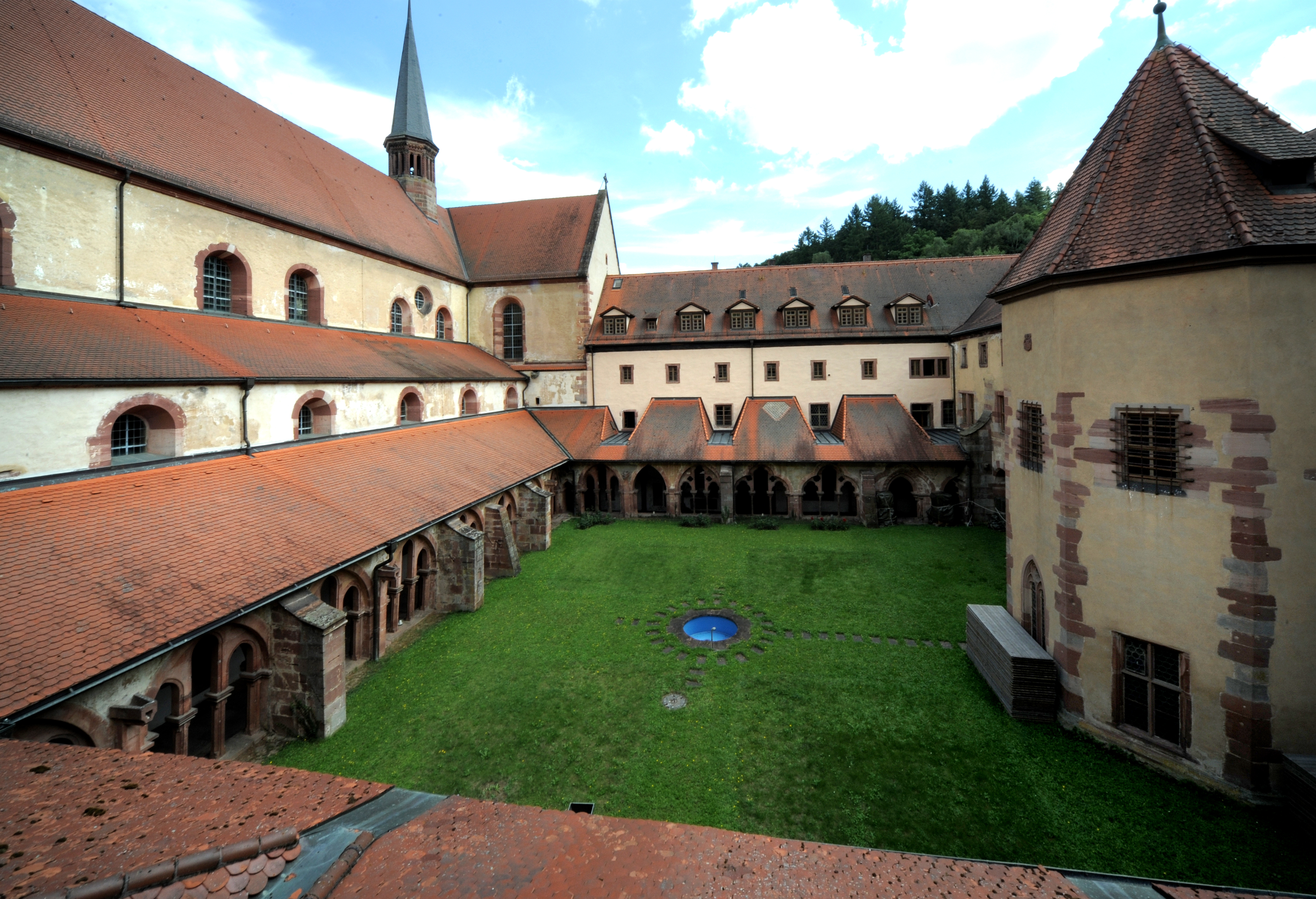
Le cloître de l'abbaye vu depuis le bâtiment occidental. Le lavabo est visible sur la droite, et les toitures de l'abbatiale à gauche.

À la fin du Moyen Âge, avec une économie réorganisée, Bronnbach atteint son apogée. Le pont de pierre sur la Tauber est construit en 1408, l'abbaye reconstruite à partir durant plus d'un siècle en style gothique tardif, commençant par le lavabo et la bibliothèque en 1411, puis la reconstruction du toit de l'église, très endommagé, de 1424 à 1426. Les abbés de Bronnbach sont à cette époque très instruits et favorisent l'étude des moines et le développement de la bibliothèque ; Bronnbach devient alors un des pôles de humanisme monastique rhénan, ce qui lui vaut de conserver une communauté assez vivace : de trente-quatre moines en 1388, l'abbaye passe à trente moines, deux novices et huit convers en 1509. À cette dernière date, les moines sont recrutés principalement dans la bourgeoisie de Wurtzbourg et des petites villes environnantes : Wertheim, Külsheim, Hardheim, Tauberbischofsheim, Buchen, Lohr et Ochsenfurt.

### Après le Moyen Âge

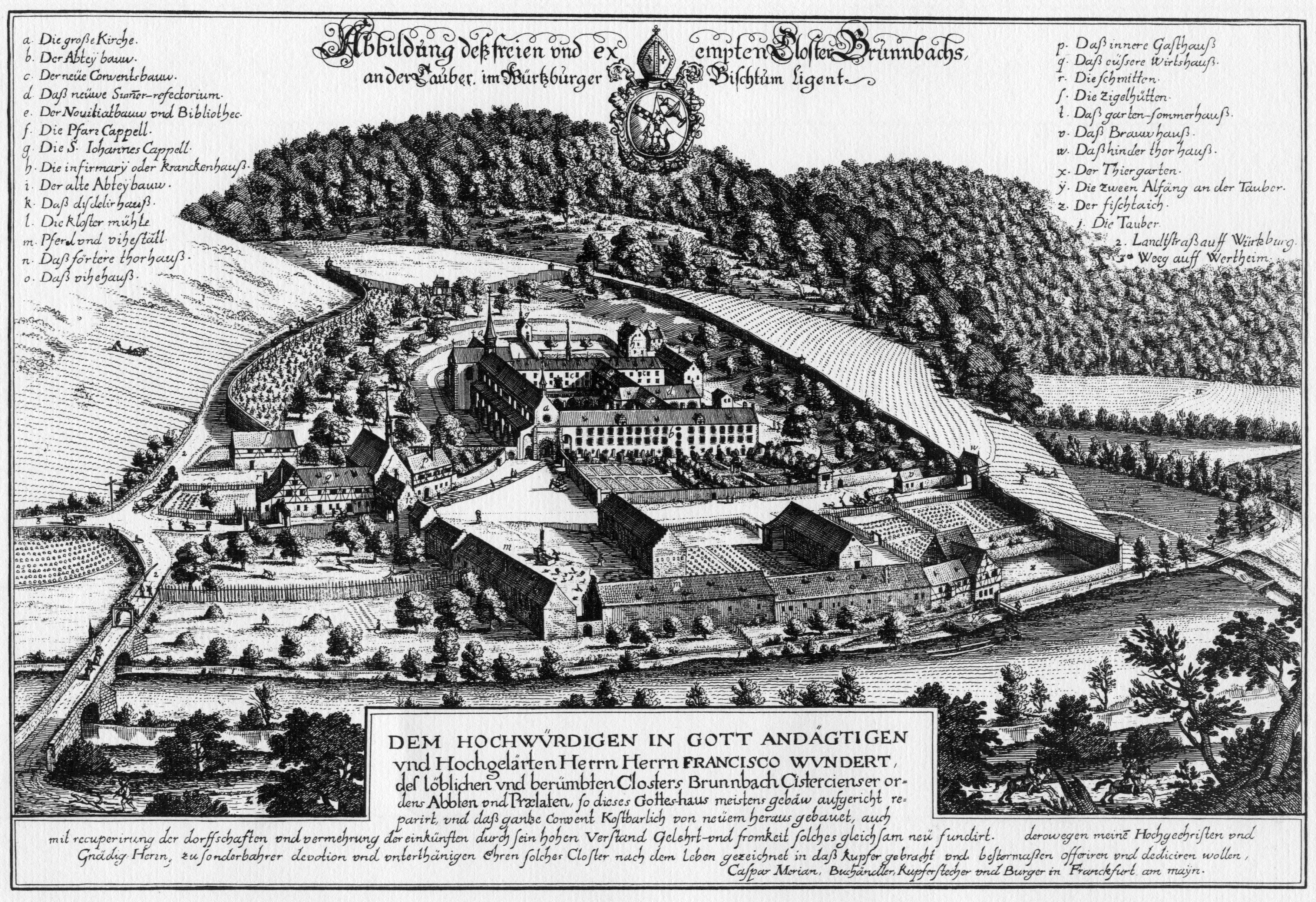
L'abbaye au XVIIe siècle, gravure de, vue de l'ouest depuis la rive gauche de la Tauber.

Les travaux de reconstruction du monastère s'achèvent vers 1520. Dès 1525, durant la guerre des Paysans allemands, le narthex de l'église est détruit. En parallèle, les principaux protecteurs de l'abbaye, les comtes de Wertheim, se convertissent au protestantisme luthérien. À partir de cette période, ils exercent une pression pour que les moines de Bronnbach suivent leur exemple. Ce lutte d'influence religieuse se double d'un jeu politique, car le catholicisme est soutenu par la ville et l'évêque de Wurtzbourg. Entre 1552 et 1555, la Réforme est peu à peu introduite au monastère, une école monastique protestante étant créée de 1558 à 1572. Mais, dès 1556, la disparition de cette maison permet à l'évêque Friedrich von Wirsberg de Wurtzbourg de lancer un programme de Contre-Réforme qui aboutit en 1572 à la restitution plénière de l'abbaye aux pratiques catholiques. À cette date, en revanche, la maison-mère de Maulbronn est acquise à la Réforme et c'est Ebrach qui prend en charge en 1573 la filiation de Bronnbach. S'ensuivent durant un demi-siècle de nombreuses visites des abbés généraux cisterciens. Ces visites aboutissent entre autres à la création de la Congrégation cistercienne de Haute-Allemagne (de), sous la direction de l'abbaye de Fürstenfeld, et à laquelle Bronnbach est rattachée.
Au XVIe siècle, le nombre de frères convers diminue fortement, de sort que l'aile ouest du monastère qui leur est attribuée devient inutile et change d'affectation. Sous l'abbatiat de Wigand Mayer, des travaux sont menés pour la transformer en logis de l'abbé ; mais ses ajouts sont pour la plupart détruits en 1631 à cause de la guerre de Trente Ans. Sous l'abbatiat de Johann Feilzer, entre 1618 et 1637, les chantiers menés dans le cadre de la Contre-Réforme prennent fin. Au cours de la guerre, l'abbaye est attribuée en 1632 par le roi de Suède Gustave II Adolphe à Johann Dietrich von Löwenstein-Wertheim-Rochefort (de), chassant les moines durant deux ans. D'autres travaux sont lancés après cette reconquête pour remettre le bâtiment en état, mais ce n'est avec la fin de la guerre en 1648 que la sécurité est assurée. Elle est à nouveau mise à mal par les ravages du Palatinat commis par les troupes françaises de Turenne, mais l'abbaye en sort sans dommage.

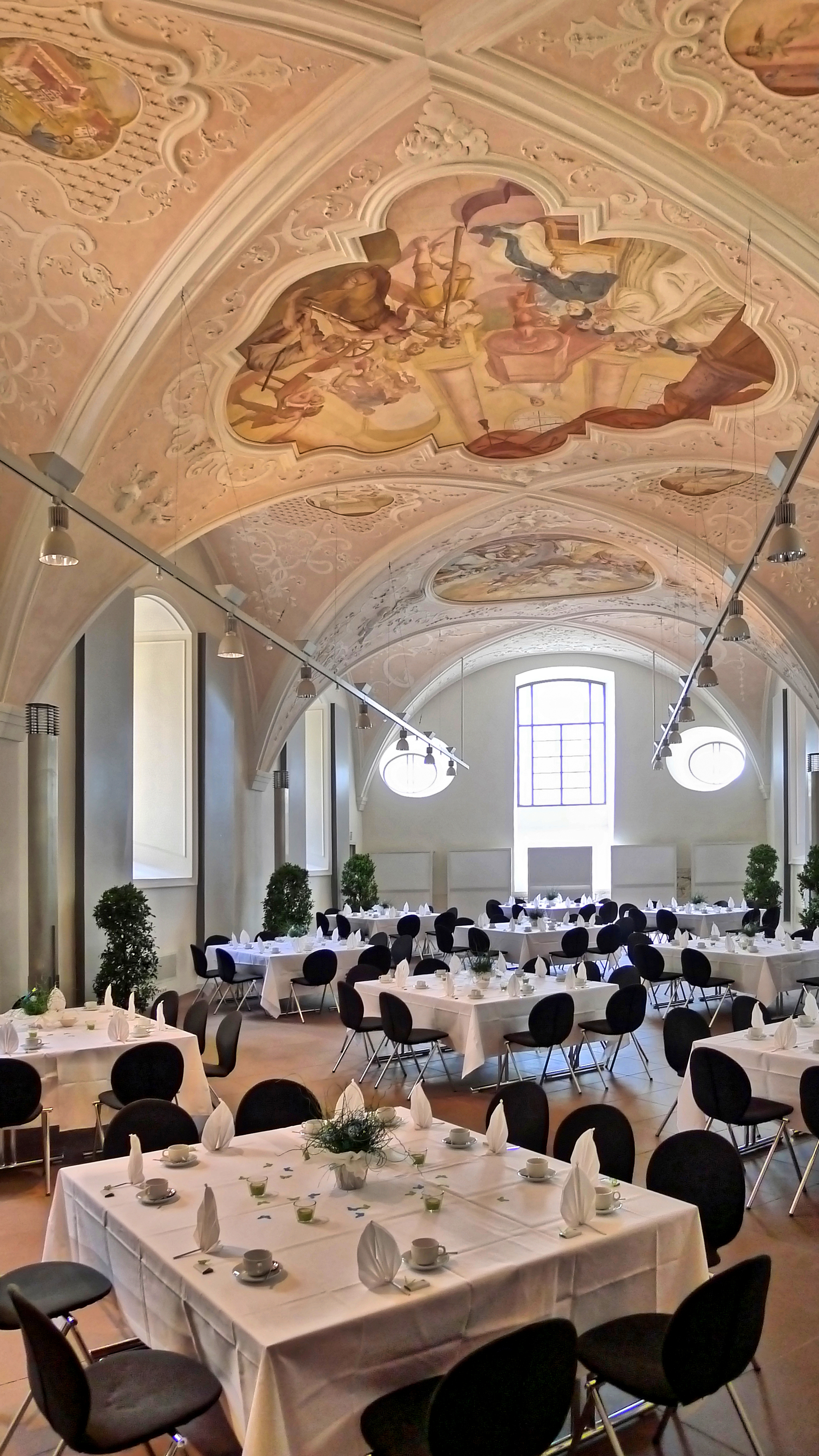
de, réfectoire reconstruit en style baroque au début du XVIIIe siècle.

S'ensuit une longue période de prospérité, de 1670 à 1803, favorisé par les longs abbatiats — seulement cinq en cent trente-trois ans —. Le monastère est alors décoré en style baroque, travaux impulsés sous l'abbatiat de Franz Wundert entre 1670 et 1699, au point que ce dernier est parfois évoqué comme « deuxième fondateur ». Les deux étages du bâtiment conventuels sont les premiers à être transformés, en 1673 et 1674. Suivent la construction d'un nouvel hôpital, abritant également la bibliohtèque et le musée en 1705. Le bâtiment du réfectoire est rebâti, abritant en bas une Bernhardsaal qui conserve la vocation initiale de salle à manger, tandis que la Josephsaal construite à l'étage supérieure est dédiée à une vocation plus festive. Parallèlement, les annexes à vocation économique sont également reconstruits : menuiserie de 1703 à 1705, auberge en 1714 et 1715, Bursariat en 1742 et 1743, enfin l'orangerie en 1773. Restant officiellement une abbaye, Bronnbach est reconstruite de manière à devenir une résidence d'apparat. Elle est d'ailleurs conçue pour un nombre de moines relativement réduit, entre trente-sept et trente-neuf. Toutefois, ce maximum est dépassé au cours du XVIIIe siècle, par exemple en 1778 où l'abbaye compte quarante-huit moines et deux convers. Le recrutement, qui continue parmi la bourgeoisie des villes proches, s'effectue désormais également dans les villages environnants ou plus éloignés. En octobre 1802, on compte trente-six moines et quatre convers dans la communauté.
Au XVIIIe siècle, l'abbaye comporte une communauté religieuse, avec des moines qui sont suffisamment nombreux et disponibles pour se mettre au service des paroisses environnantes, et une administration civile, composée de laïcs, qui gère les biens du monastère, recherche l'efficacité et l'adaptation à la modernité. En 1751, année de la profession solennelle de six moines, le six centième anniversaire de Bronnbach est célébré ; à cette occasion, des recherches sur le passé de l'abbaye sont menées, avec notamment l'ouverture des tombes des abbés, qui sont enterrés dans l'abbatiale depuis 1548, et un long travail de redécouverte des écrits de l'abbé Heinrich Göbhardt.

### Liste des abbés

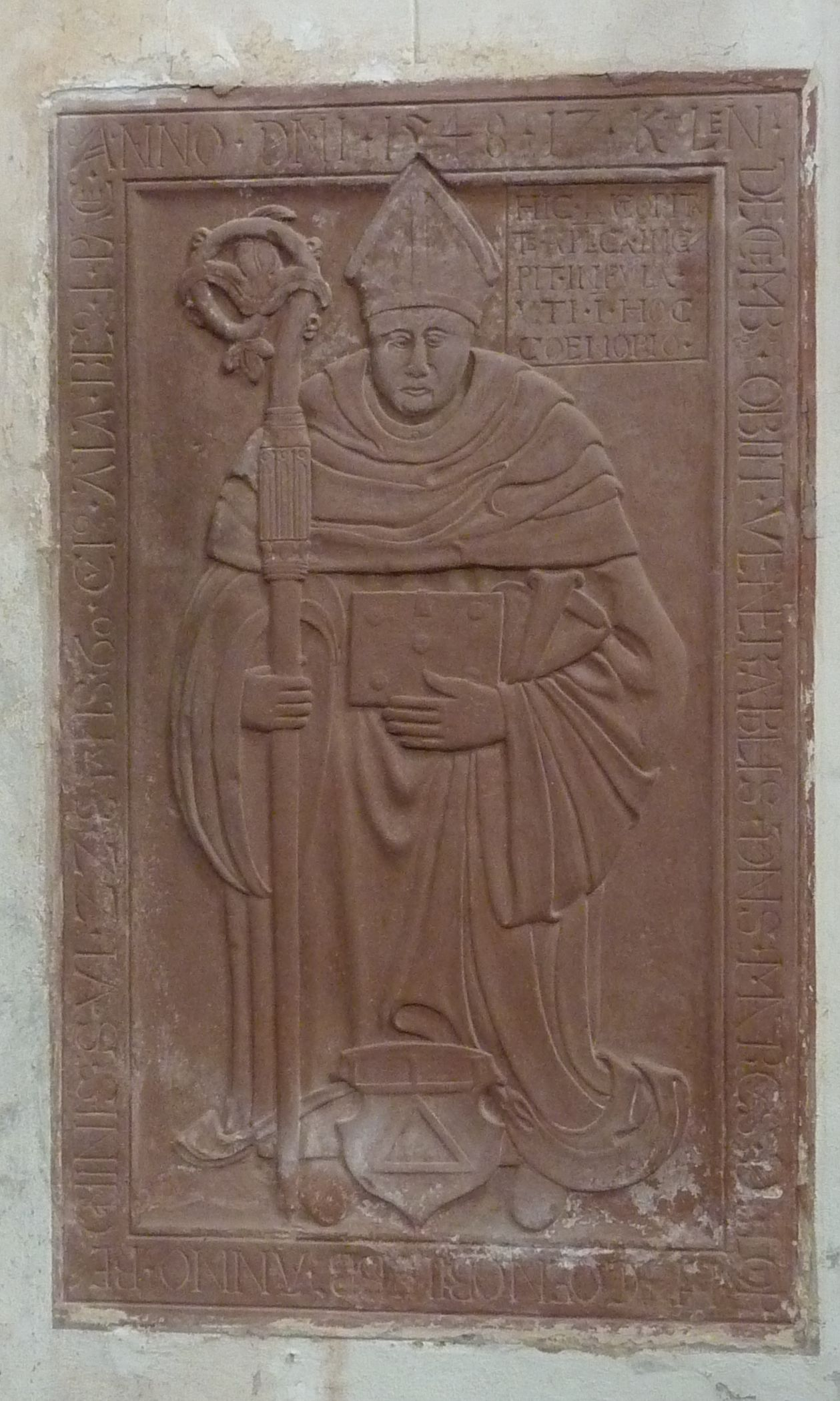
Épitaphe d'un abbé dans l'abbatiale.

À partir de la fin du Moyen Âge, l'abbé n'habite plus les bâtiments conventuels proprement dits, mais son propre logis indépendant, l'Absthaus. Ce bâtiment a été détruit par la suite, mais les sources anciennes le situent « derrière » l'abbaye, c'est-à-dire à l'est de cette dernière, sur les coteaux.
- Johann Hildebrand (attesté en 1416)
- Johann Siegemann (attesté en 1452)
- Johann Altzheim (de 1452 à 1459)
- Petrus Igstatt (de 1459 à 1461)
- Konrad Vogel (attesté en 1491)
- Michael Keller (de 1487 à 1501)
- Johann von Boffsheim (de 1501 à 1526)
- Konrad Neiff (en 1526)
- Markus Hauck (de 1526 à 1548)
- Clemens Leusser (abbé de 1548 à 1559 se convertit au luthéranisme, quitte ses fonctions et se marie à cette date)
- Johann Pleitner (de 1558 à 1563)
- Johann Knoll (de 1563 à 1578)
- Wigand Mayer (de 1578 à 1602)
- Sebastian Ulrich (de 1602 à 1615)
- Johann Feilzer (de 1618 à 1637, précédemment moine à Ebrach)
- Johann Tierlauf (de 1637 à 1641)
- Friedrich Groß (de 1641 à 1647)
- Valentin Mammel (de 1647 à 1670)
- Franz Wundert (de 1670 à 1699)
- Joseph Hartmann (de 1699 à 1724)
- Engelbert Schäffner (de 1724 à 1752)
- Ambrosius Balbus (de 1752 à 1783)
- Heinrich Göbhardt (de 1783 à 1803)
- Bernhard Widmann (de 1922 à 1931)[13]

### La fin de l'abbaye et leXIXesiècle

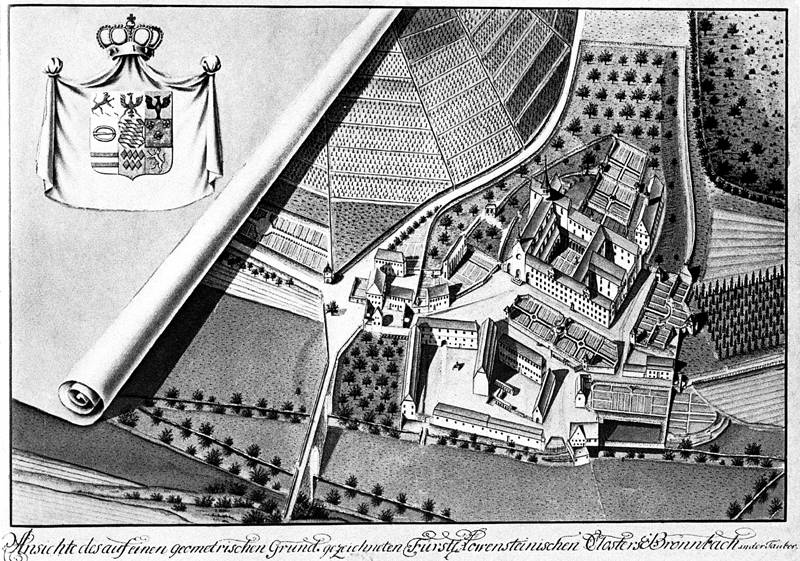
L'abbaye en 1790, à la veille de la sécularisation.

En 1796, l'avancée des troupes révolutionnaires menace Bronnbach. Mais c'est durant les conquêtes napoléoniennes, en 1800, que l'abbaye est occupée par les troupes françaises. À cette occasion, la maison de Löwenstein-Wertheim, qui lorgnait depuis longtemps sur Bronnbach, entre en négociations pour s'emparer du monastère. Dès février 1801, Dominique-Constantin de Löwenstein-Wertheim-Rochefort envoie des émissaires à Paris pour négocier cette acquisition. Les négociations durent jusqu'à l'été 1802 ; le 16 mars 1803, est prononcée la sécularisation de l'abbaye, les moines étant dédommagés et libres de partir ou de rester dans les bâtiments conventuels qui conservent un usage religieux. Le nouveau propriétaire s'adjuge tous les domaines et bâtiments à vocation économique. La communauté religieuse perdure jusqu'en 1831, date à laquelle les offices sont déplacés hors de l'abbaye. Le dernier moine de la communauté meurt en 1850.

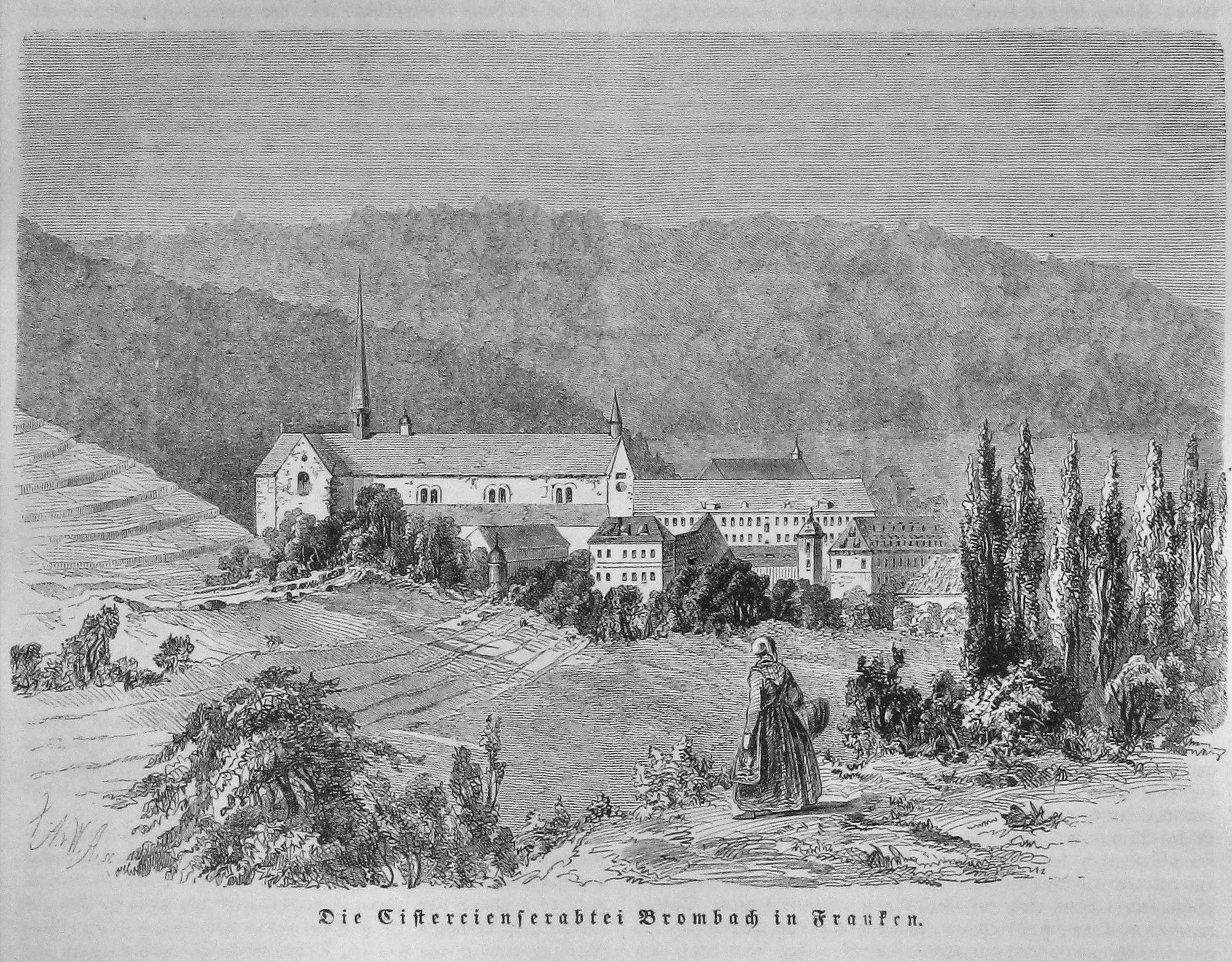
L'abbaye de Bronnbach en 1863.

En parallèle, l'abbaye originelle est agrandie et modifiée, notamment pour les besoins de la brasserie. Ayant épousé Adélaïde de Löwenstein-Wertheim-Rosenberg, l'ancien roi du Portugal Michel Ier vient s'installer en exil à l'abbaye ; sa famille y rédide jusqu'en 1921. Après quoi, les bâtiments demeurent dans la maison de Löwenstein-Wertheim.
En 1894, la congrégation de Mehrerau, née après la disparition de la congrégation cistercienne de Haute-Allemagne, demande aux propriétaires de l'abbaye la permission de venir réoccuper le monastère pour relancer la vie monastique, ce qui leur est refusé. En revanche, après la première Guerre mondiale et la dissolution de l'empire austro-hongrois, les moines de l'abbaye de Stična, dans l'actuelle Slovénie, sont autorisés à refonder la vie monastique à Bronnbach. Toutefois cette expérience est de courte durée et il apparaît que l'abbaye ne se prête plus à une communauté cistercienne. En 1930, les moines aménagent donc l'ancienne abbaye de Seligenporten et s'y transportent en 1931. À partir de cette date et jusqu'en 1958, Bronnbach est occupée par une communauté de capucins.

## Bâtiments

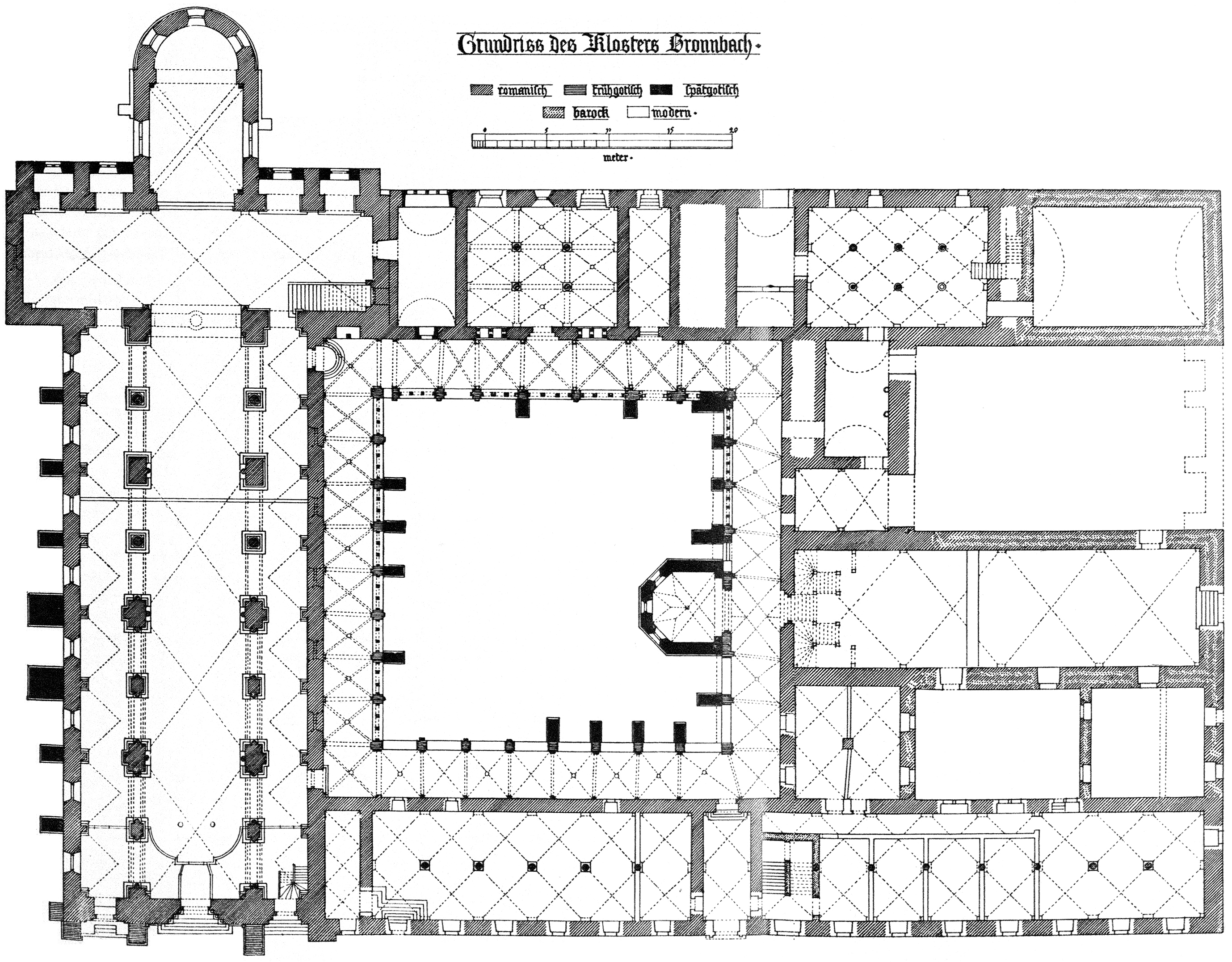
Plan de l'abbaye de Bronnbach.

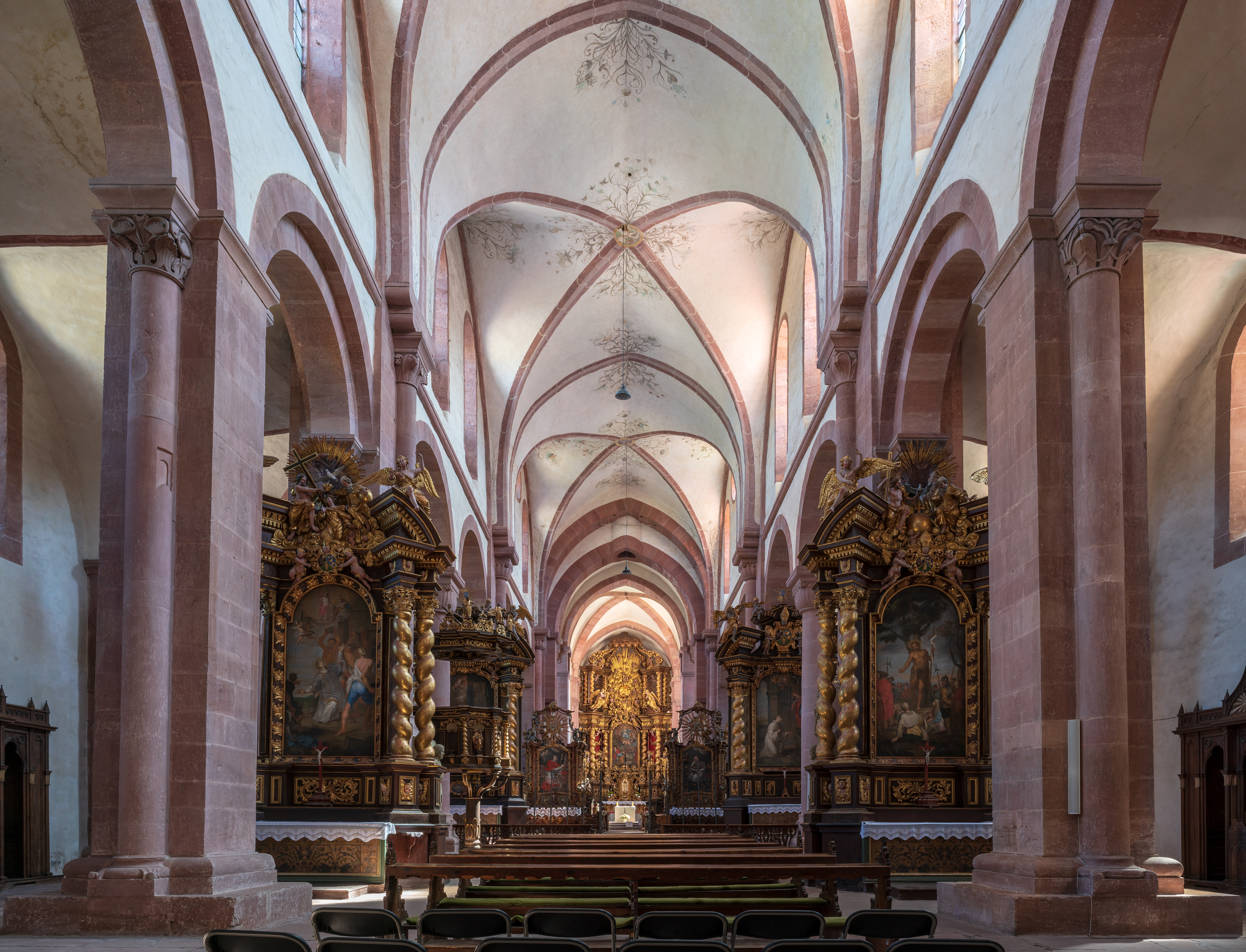
Intérieur de l'église.

L’église complétée en 1222 est une basilique en forme de croix latine. Le narthex a été détruit en 1631. Le maître-autel, et le retable d’Oswald Onghers datent de 1670. Le cloître au sud de l’église possède une fontaine refaite en 1411. La salle capitulaire est une halle rectangulaire de neuf travées sur quatre colonnes. Le réfectoire est complété en 1727 sur les bases médiévales. Les bâtiments en dehors de la clôture ont été construits au XVIIIe siècle.